# Adolphe Ferrière

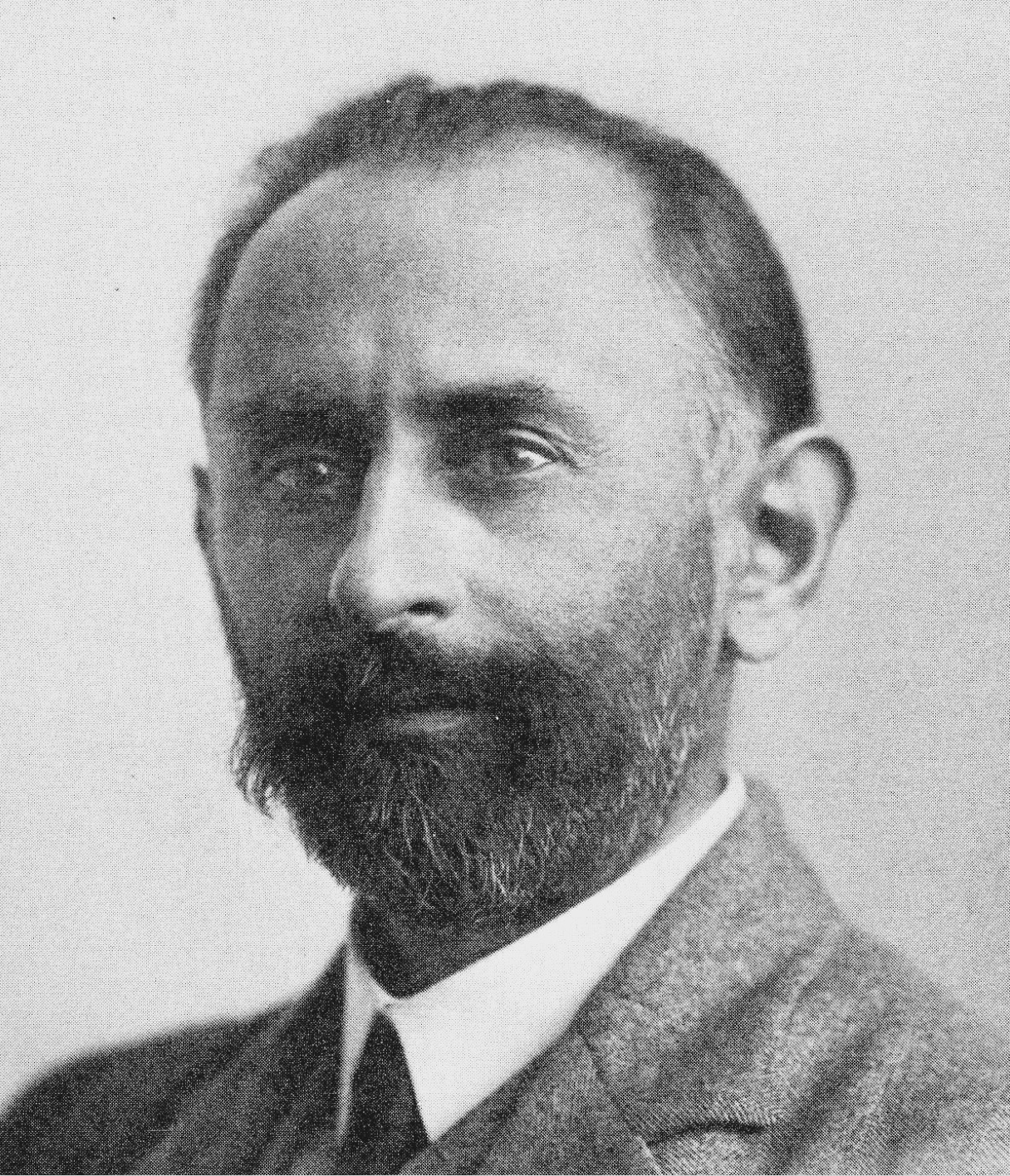
Adolphe Ferrière, ca. 1923

Adolphe Ferrière (* 30. August 1879 in Genf; † 16. Juni 1960 ebenda), Pseudonym Frédéric Emmanuel, war ein schweizerischer Pädagoge und einer der Begründer der Éducation nouvelle (neue Erziehung = Reformpädagogik).

## Familie
Er war der älteste Sohn von Frédéric Auguste Ferrière und dessen Ehefrau Adolphine, geborene Faber. Seine Familie war ursprünglich aus Frankreich in die Schweiz eingewandert, lebte aber schon seit rund zweihundert Jahren in deren französischsprachigem Teil. Sein Urgroßvater war Hauslehrer bei Madame de Staël und später als Lehrer und Direktor am Genfer Collège tätig gewesen. Sein Großvater war Gefängnisgeistlicher und Fürsorgeerzieher. Sein Vater war Arzt, Naturwissenschaftler und Psychologe sowie Vizepräsident des Internationalen Komitees vom Roten Kreuz.
Durch eine Erkrankung verlor Adolphe Ferrière ab 1893 sein Gehör zunächst teilweise, dann sukzessive und ab 1921 vollständig.

## Ausbildung
Nach dem Besuch der höheren Schule studierte Ferrière an der Universität Genf Naturwissenschaften. Er volontierte in dem 1902 gegründeten Deutschen Landerziehungsheim (D.L.E.H.) von Hermann Lietz in Haubinda, Thüringen. Im Jahr 1902 promovierte er in Soziologie.

## Berufliche Entwicklung

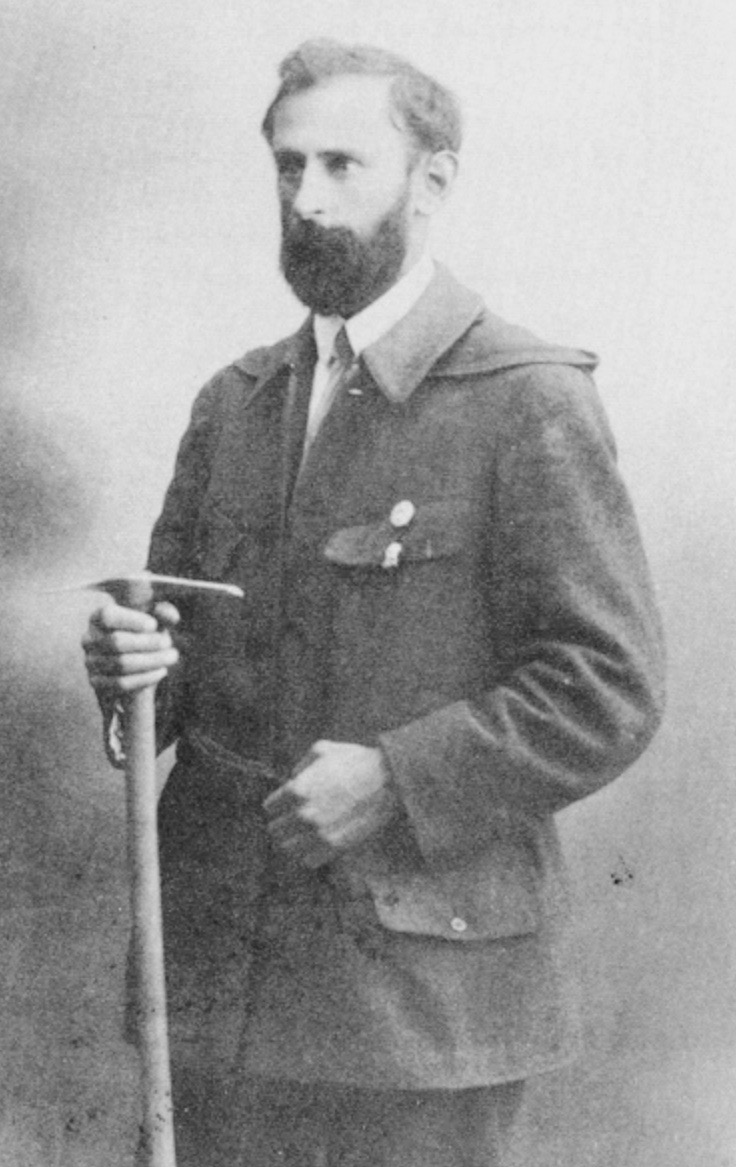
Adolphe Ferrière ca. 1915, während seiner Tätigkeit als Lehrer am Landerziehungsheim Les Pléiades bei Blonay

Ferrière engagierte sich für diverse pädagogische Initiativen und gründete im Jahr 1899 das Bureau international des Écoles nouvelles, eine Dokumentationsstelle für Schulreformer. Im Jahr 1902 half er bei der Gründung des ersten schweizerischen Landerziehungsheims Schloss Glarisegg mit. Ab 1909 wirkte er als Privatdozent an der Universität Genf, von 1912 bis 1922 als Ordinarius am dortigen (noch) privaten Institut Jean-Jacques Rousseau. In diese Zeitspanne fällt auch seine Tätigkeit als Lehrer am Landerziehungsheim Les Pléiades bei Blonay, wo er zwischen 1913 und 1920 wirkte. Im Jahr 1920 eröffnete er eine eigene Privatschule in Bex, die auch bis 1921 leitete. Dann jedoch musste er seine praktische Lehrtätigkeit aufgrund des eingetretenen Totalverlusts seines Gehörs vollkommen aufgeben. 1921 gründete er mit Elisabeth Rotten (1882–1964) die New Education Fellowship (ab 1927: Weltbund zur Erneuerung der Erziehung) und wirkte als Redakteur des Weltbund-Periodikums Pour l'ère nouvelle (für eine neue Ära). Mit ihr war er auch im International Bureau of Education in Genf tätig. Ferrière setzte sich für die Selbsttätigkeit des Schülers und dessen Mitverantwortung in einer „École active“ (aktive Schule) ein. Das Landerziehungsheim definierte er als ein Internat auf dem Lande mit einem familienähnlichen Charakter. Die persönliche Erfahrung des Zöglings betrachtete er als Basis für dessen intellektuelle Erziehung und Bildung, wobei er eine mitwirkende Handarbeit der Zöglinge im Sinne einer Arbeitsschule befürwortete. Durch diese praktische Mitarbeit führe die sittliche Erziehung zu einer weitgehenden Selbstregulierung der Schüler. Ferrière verfasste zahlreiche Aufsätze und Bücher und befasste sich mit religiöser Psychologie.
Er starb im Alter von 80 Jahren.

## Werke (Auswahl)

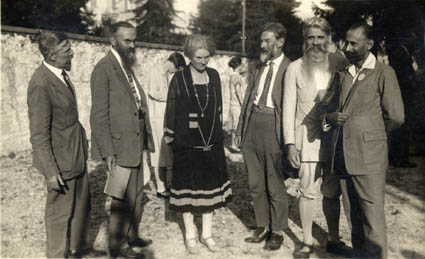
Von links: Ovide Decroly, Pierre Bovet, Beatrice Ensor, Édouard Claparède, Paul Geheeb, Adolphe Ferrière, 1920er Jahre

- Projet d’école nouvelle, Foyer solidariste, Neuchâtel 1909
- La loi biogénétique et l’éducation, Kundig, Genève 1910
- Biogenetik und Arbeitsschule. Ein Programm zur Ausgestaltung der Volksschule. Beyer & Söhne, Langensalza 1912
- Les fondements psychologiques de l’école du travail, Imprimerie Rossel et fils, Bruxelles 1914
- La loi du progrès en biologie et en sociologie et la question de l’organisme social, Giard et Brière, Paris 1915
- Aufruf zur Organisation eines Zivildienstes für gelegentliche wirtschaftliche Ziele in der Schweiz. Zbinden, Basel 1919
- Das Landerziehungsheim und die wissenschaftliche Zentralstelle für Landerziehungsheime. Verlag Gesellschaft und Erziehung, Berlin 1920
- L’autonomie des écoliers, l’art de former des citoyens pour la nation et pour l’humanité, Delachaux & Niestlé, Neuchâtel u. Paris 1921
- L’éducation dans la famille, Editions Forum, Neuchâtel u. Paris 1921
- L’activité spontanée chez l’enfant, Editions internationales populaires, Genève 1922
- École active, Editions Forum, Neuchâtel u. Paris 1922
- La pratique de l’école active, Editions Forum, Neuchâtel u. Paris 1924
- La coéducation des sexes, Imprimerie générale, Genève 1926
- Die Erziehung in der Familie. Art Institut Orell Füssli, Zürich 1927
- Schule der Selbstbetätigung oder Tatschule. H. Böhlaus Nachf., Weimar 1928
- Der Primat des Geistes als Grundlage einer aufbauenden Erziehung. J. Beltz, Langensalza 1932
- Ein überparteilicher Plan der Arbeit dem Schweizervolk. Wirtschaftsordnung auf demokratischer Grundlage. Jean-Christophe-Verlag, Zürich 1936
- Nos réfugiés. Point de vue d'un simple citoyen. Tirage à part du Messager Social. La Tribune de Genève, 1944
- Le Dr Frédéric Ferrière. Son action à la Croix-Rouge internationale en faveur des civils victimes de la guerre. Genève 1948
- Unsere Kinder, die Hauptkriegsopfer. Schöningh, Paderborn 1949
- Autonomie des écoliers dans les communautes d’enfants. 1950
- Brève initiation a l'éducation nouvelle. 1956